# كامارما دي استيرويلاس
كامارما دي استيرويلاس ، أسبانيا (بالإنجليزية: Camarma de Esteruelas, Spain)‏ هي بلدية ومدينة في منطقة الحكم الذاتي وتقع في منطقة مدريد في وسط إسبانيا. تبلغ مساحة هذه المدينة 35.43 (كم²)، ويبلغ عدد سكانها 6610 نسمة حسب إحصاء سنة 2010 م.

## أعلام
- ألبيرتو ماركوس

## وصلات خارجية
- الموقع الرسمي